# Bình Dương, Bình Sơn
Bình Dương là một xã thuộc huyện Bình Sơn, tỉnh Quảng Ngãi, Việt Nam.
Xã Bình Dương có diện tích 9,08 km², dân số năm 1999 là 7736 người, mật độ dân số đạt 852 người/km².